# Frankenstraße 40 (Stralsund)

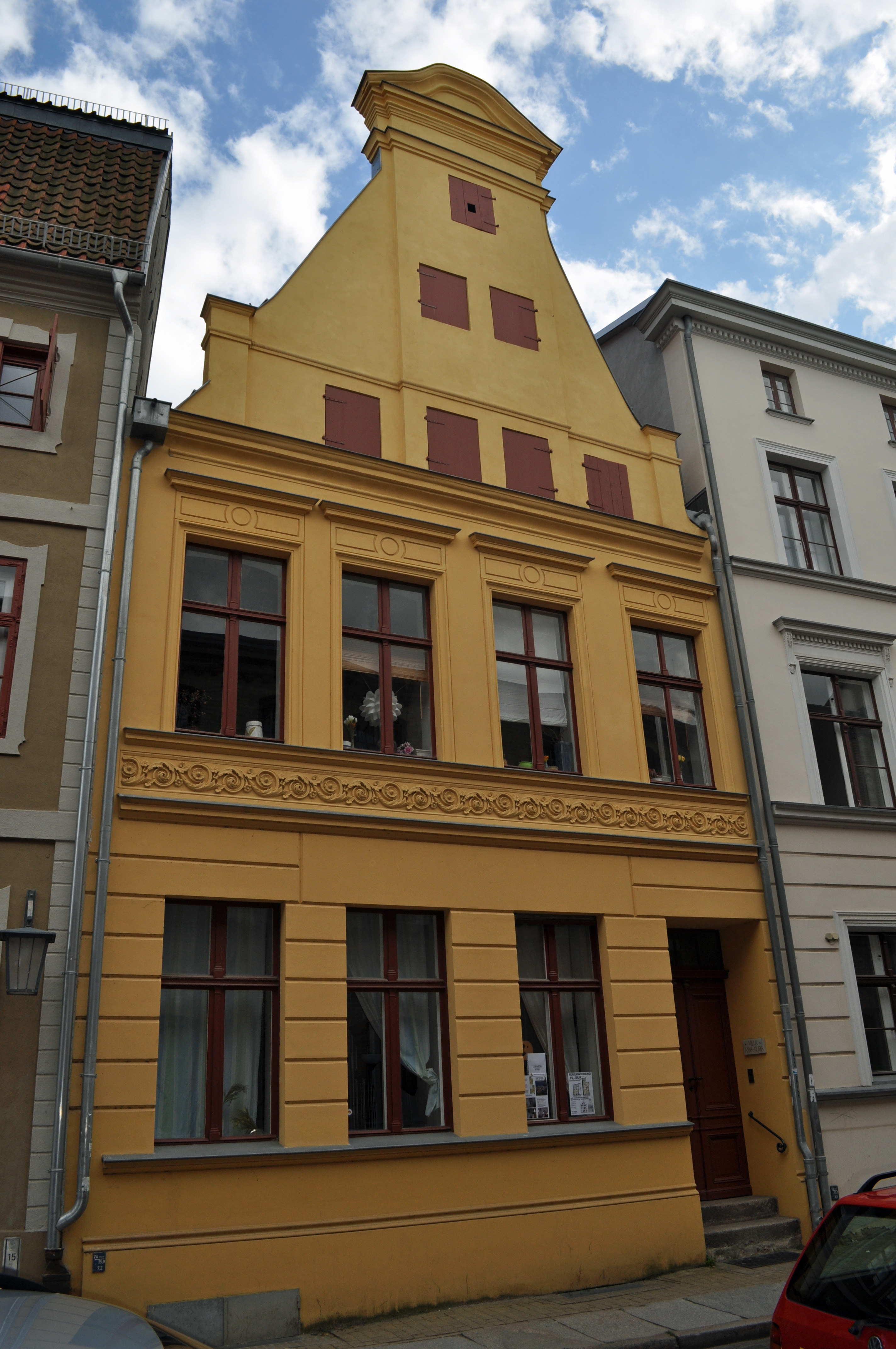
Das Haus Frankenstraße 40 Stralsund (2011)

Das Haus mit der postalischen Adresse Frankenstraße 40 ist ein unter Denkmalschutz stehendes Gebäude in der Frankenstraße in Stralsund.
Das zweigeschossige und vierachsige Giebelhaus wurde wahrscheinlich im 17. Jahrhundert errichtet. Über dem Hauptgesims ist ein Dreiecksgiebel mit geschweifter Bekrönung zu sehen.
In der zweiten Hälfte des 19. Jahrhunderts wurde die Fassadengliederung im unteren Teil verändert.
Das Haus liegt im Kerngebiet des von der UNESCO als Weltkulturerbe anerkannten Stadtgebietes des Kulturgutes „Historische Altstädte Stralsund und Wismar“. In die Liste der Baudenkmale in Stralsund aus dem Jahr 1997 ist es mit der Nummer 235 eingetragen.